# Lithocarpus chienchuanensis
Lithocarpus chienchuanensis är en bokväxtart som beskrevs av Hu Hsien-Hsu. Lithocarpus chienchuanensis ingår i släktet Lithocarpus och familjen bokväxter. Inga underarter finns listade.